# Mariachi

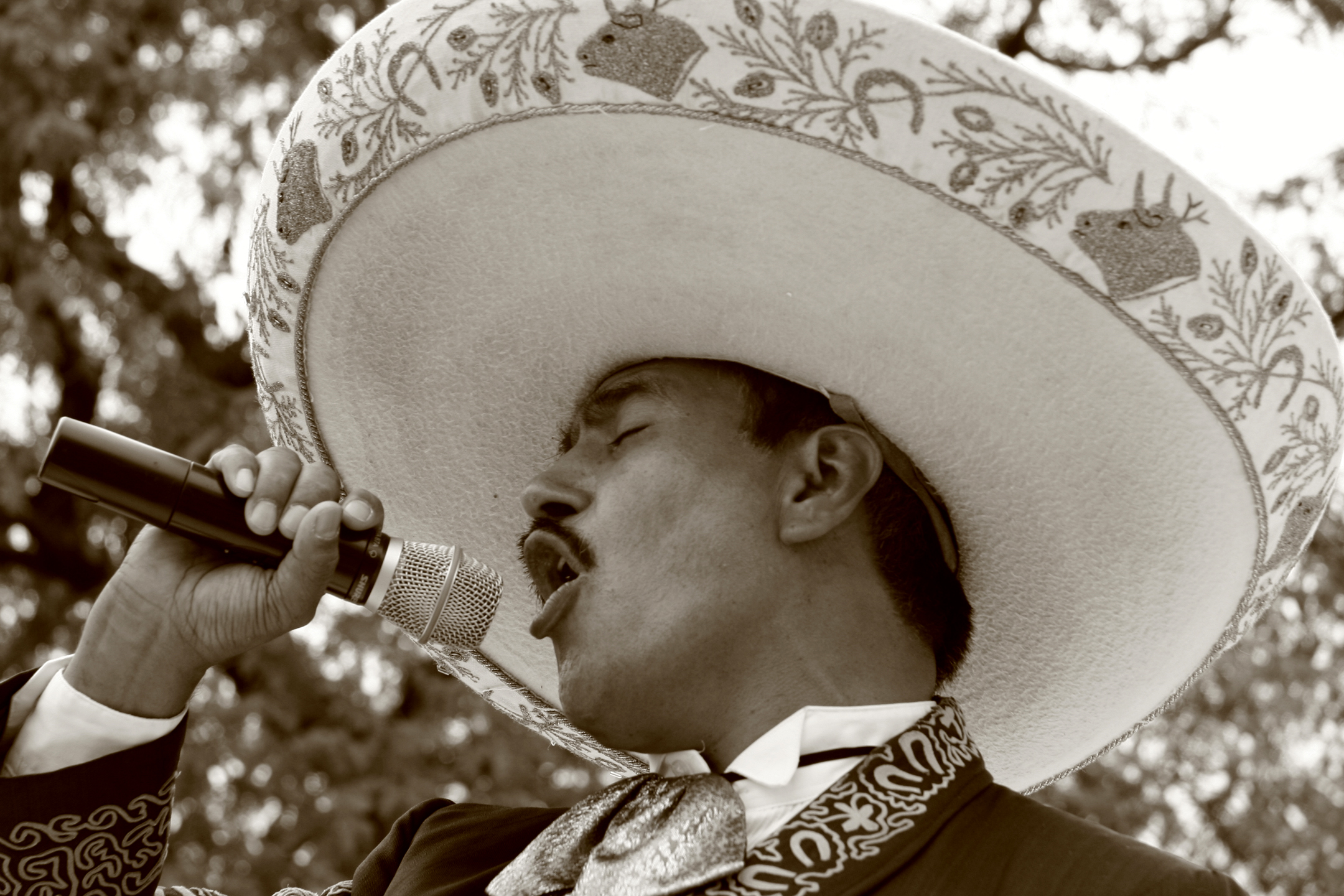
Cantaret Mariachi

Mariachi sunt cântăreți de muzică tradițională mexicană, îmbrăcați în costume specifice. Numele de mariachi poate fi dat unei formații, unui singur om ce cântă acest fel de muzică sau chiar muzicii înseși.

## Etimologie
Originea cuvântului „mariachi” este controversată. Potrivit unei explicații populare, vehiculată printre alții de Alfonso Reyes, cuvântul „mariachi” provine din francezul „mariage” (mariaj), a fost inventat în timpul ocupației franceze a Mexicului în anii 1860. Chiar dacă această derivație poate fi găsită în diferite dicționare, ea a fost acum infirmată deoarece, conform descoperirilor recente, termenul „mariachi” era deja folosit înainte de intervenția franceză. Cert este că la începutul secolului al XIX-lea pe coasta Nayarit, una dintre regiunile de origine a Mariachiului tradițional, existau diverse așezări cu denumirea de „Mariachi” și că populația indigenă din aceeași regiune cunoștea un dans ritual numit „Mariachi”. Cuvântul, al cărui sens exact nu a fost încă clarificat, provine din limba lor, o variantă de nahuatl.

## Formații
Un ansamblu modern de mariachi este format de obicei din 7 până la 12, ocazional până la 20 de membri, cu chitare, vihuela mexicană, guitarrón, viori, trompete, harpă și uneori maracas și cântăreți vocali. Instrumentiștii preiau părți corale în multe piese, dar și părți solo.

## Stiluri muzicale
Mariachi nu este un tip separat de cântec așa cum adesea se spune, ci mai degrabă o formație care cântă în mod tradițional o mare varietate de stiluri de muzică de dans. Ceea ce este denumit în mod obișnuit „muzică mariachi” este alcătuită dintr-o varietate de stiluri regionale diferite, inclusiv son Jaliscense, canción ranchera, Corrido, Huapango (sau son Huasteco), bolero și son Jarocho și, ocazional, paso doble și vals Mexican, care la rândul lor au fost influențați în moduri diferite de stilurile spaniole și franceze, precum și de muzica populației indigene. În special între anii 1930 și 1960, numeroase melodii au fost compuse special pentru ansambluri de mariachi, dintre care unele se bazează pe stiluri regionale. Ceea ce distinge muzica mariachi este, prin urmare, mai puțin repertoriul pe care mariachi-ul îl împărtășește adesea cu formațiile regionale și mai mult instrumentația: sunetul tipic mariachi cu trompete (deseori izbitoare de terță), instrumente cu coarde și în unele cazuri, alternanța vocii solo și cântatul polifonic și costumul asociat.

## Cântăreți de mariachi celebri
- Kriz Mexicanu
- José Alfredo Jiménez
- Jorge Negrete
- Pedro Infante
- Jose Alfredo Jimenez
- Javier Solis
- Vicente Fernández
- Antonio Aguilar
- Pepe Aguilar
- Pedro Fernández
- Alejandro Fernández
- Ana Gabriel
- Jenni Rivera
- Ana Bárbara
- Chayito Valdez
- Miguel Aceves Mejía
- Tito Guízar
- Shaila Dúrcal
- Luis Miguel
- Juan Gabriel
- Rocío Dúrcal

## Ansambluri de mariachi celebre
- Mariachi Sol de Mexico
- Los Vargas de Tecalitlán
- Mariachi Juvenil de Tecalitlán
- Mariachi Coculense
- Mariachi México

## Cântece caracteristice
- Canción del Mariachi
- Cielito lindo
- Jarabe Tapatío
- El Mariachi Loco
- El Rey
- El Son de la Negra
- Cucurrucucú paloma
- Guadalajara
- La Bamba
- La Chiapaneca
- Las Golondrinas
- Las Mañanitas
- México lindo y querido
- Paloma Negra
- Viva México, viva América